# Cúmulo de la Mariposa
El Cúmulo de la Mariposa (también conocido como Cúmulo Abierto M6, Messier 6, M6 o NGC 6405), es un cúmulo abierto que se encuentra en la constelación de Scorpius.
Su magnitud conjunta en banda B (filtro azul) es igual a 4.48, la medida en banda V (filtro verde) es igual a la 4.20; se encuentra formado por estrellas calientes y jóvenes de tipos espectrales O y B, aunque no falta una vieja (del tipo gigante roja) de tipo espectral K, la más brillante del conjunto.
De su velocidad radial, -11.50 km/s, puede calcularse que se aproxima a la Tierra a unos 41 400 km/h: esta velocidad es la combinación del movimiento orbital del conjunto alrededor del núcleo de la Vía Láctea y del movimiento del Sol.
Entre sus brillantes estrellas hay algunas variables, fácilmente visibles para el aficionado dotado de un telescopio mediano (150-200 mm de abertura) equipado con cámara CCD: V976 Scorpii, de magnitud 11.51, de tipo Delta Scuti; V971 Scorpii, de magnitud 9.81, del tipo Alfa2 CnV o la brillante V862 Scorpii (magnitud 6.75). Para los más pacientes es factible seguir los cambios de brillo de BM Scorpii, una brillante estrella supergigante amarillenta (magnitud 6.03) del tipo espectral K2Ib, que por su color destaca del resto de las componentes: es un astro pulsante del tipo semirregular.